# Фардела
Фардѐла (на италиански: Fardella) е село и община в Южна Италия, провинция Потенца, регион Базиликата. Разположено е на 745 m надморска височина. Населението на общината е 641 души (към 2012 г.).